# ロマン・ビュルキ
ロマン・ビュルキ（Roman Bürki、1990年11月14日 - ）は、スイス・ベルン州ミュンジンゲン出身のサッカー選手。メジャーリーグサッカー・セントルイス・シティSC所属。元スイス代表。ポジションはゴールキーパー（GK）。「ロマン・ブルキ」と表記されることもある。

## 経歴

### クラブ

#### SCフライブルク
2014-15シーズンはブンデスリーガ全34試合に出場し、チームは2部に降格したが失点数の少なさはリーグ9位タイと、守備陣では奮闘した。

#### ボルシア・ドルトムント
2015年6月14日、ドイツ・ブンデスリーガのボルシア・ドルトムントへ完全移籍した。ドイツ誌『キッカー』は、移籍金350万ユーロの3年契約（2019年6月30日まで）を結んだと伝えた。
加入後は、ローマン・ヴァイデンフェラーを抑え、レギュラーに定着した。
2020-21シーズンは背番号を38から1に変更するも、不安定なプレーが続いたこともあって同じくスイス出身のマルヴィン・ヒッツに一時はポジションを奪われ、シーズン通してリーグ戦の出場は18に留まった。
2021-22シーズンはグレゴール・コベルの加入に伴い背番号1を譲り、自身はわずか1年で背番号38を再び着用することとなった。コベル加入により自身は第2GKのヒッツに次ぐ第3GKに降格した。

#### セントルイス・シティ
2022年3月16日、2023シーズンよりメジャーリーグサッカーに新たに参入するセントルイス・シティSCに移籍することが発表された。

### 代表
各世代別のスイス代表でプレーしている。
第2GKを務めていたマルコ・ヴェルフリが怪我で離脱し、2014 FIFAワールドカップに臨むスイス代表へ第3GKとしてサプライズ選出される。しかし、本大会での出場はなく、チームはベスト16に終わった。
2014年11月18日の親善試合ポーランド戦でスイスA代表デビューを果たした。
2018 FIFAワールドカップでは、正GK ヤン・ゾマーの控えとして選出された。

## 人物・エピソード
3歳下の弟マルコもサッカー選手であり、FCトゥーンに所属している。

## 個人成績

### クラブ
2020年12月18日現在
| クラブ                 | シーズン | リーグ                 | リーグ | リーグ | カップ | カップ | UEFA | UEFA | その他 | その他 | 合計 | 合計 | 合計 |
| クラブ                 | シーズン | リーグ                 | 出場   | 得点   | 出場   | 得点   | 出場 | 得点 | 出場   | 得点   | 出場 | 得点 |      |
| ---------------------- | -------- | ---------------------- | ------ | ------ | ------ | ------ | ---- | ---- | ------ | ------ | ---- | ---- | ---- |
| トゥーン (loan)        | 2009–10  | スイスチャレンジリーグ | 4      | 0      | 2      | 0      | –    | –    | –      | –      | 6    | 0    |      |
| シャフハウゼン (loan)  | 2009–10  | スイスチャレンジリーグ | 9      | 0      | 0      | 0      | –    | –    | –      | –      | 9    | 0    |      |
| ヤングボーイズ         | 2010–11  | スイススーパーリーグ   | 2      | 0      | 0      | 0      | 2    | 0    | –      | –      | 4    | 0    |      |
| グラスホッパー (loan)  | 2010–11  | スイススーパーリーグ   | 11     | 0      | 0      | 0      | 0    | 0    | –      | –      | 11   | 0    |      |
| グラスホッパー (loan)  | 2011–12  | スイススーパーリーグ   | 31     | 0      | 0      | 0      | –    | –    | –      | –      | 31   | 0    |      |
| グラスホッパー (loan)  | 2012–13  | スイススーパーリーグ   | 34     | 0      | 4      | 0      | –    | –    | –      | –      | 38   | 0    |      |
| グラスホッパー         | 2013–14  | スイススーパーリーグ   | 34     | 0      | 3      | 0      | 4    | 0    | –      | –      | 41   | 0    |      |
| グラスホッパー         | 通算     | 通算                   | 110    | 0      | 7      | 0      | 4    | 0    | 0      | 0      | 121  | 0    |      |
| フライブルク           | 2014–15  | ブンデスリーガ         | 34     | 0      | 2      | 0      | –    | –    | –      | –      | 36   | 0    |      |
| ボルシア・ドルトムント | 2015–16  | ブンデスリーガ         | 33     | 0      | 6      | 0      | 3    | 0    | –      | –      | 42   | 0    |      |
| ボルシア・ドルトムント | 2016–17  | ブンデスリーガ         | 27     | 0      | 4      | 0      | 8    | 0    | 1      | 0      | 40   | 0    |      |
| ボルシア・ドルトムント | 2017–18  | ブンデスリーガ         | 33     | 0      | 3      | 0      | 10   | 0    | 1      | 0      | 47   | 0    |      |
| ボルシア・ドルトムント | 2018–19  | ブンデスリーガ         | 32     | 0      | 1      | 0      | 7    | 0    | –      | –      | 40   | 0    |      |
| ボルシア・ドルトムント | 2019–20  | ブンデスリーガ         | 31     | 0      | 0      | 0      | 8    | 0    | 0      | 0      | 39   | 0    |      |
| ボルシア・ドルトムント | 2020–21  | ブンデスリーガ         | 11     | 0      | 0      | 0      | 4    | 0    | 0      | 0      | 15   | 0    |      |
| ボルシア・ドルトムント | 通算     | 通算                   | 167    | 0      | 14     | 0      | 40   | 0    | 2      | 0      | 223  | 0    |      |
| 総通算                 | 総通算   | 総通算                 | 326    | 0      | 25     | 0      | 46   | 0    | 2      | 0      | 399  | 0    |      |

## 代表歴

### 出場大会
- スイス代表
  - 2014 FIFAワールドカップ
  - 2018 FIFAワールドカップ

### 試合数
- 国際Aマッチ 9試合 0得点（2014年-2018年）[3][4]

| スイス代表 | 国際Aマッチ | 国際Aマッチ |
| 年         | 出場        | 得点        |
| ---------- | ----------- | ----------- |
| 2014       | 1           | 0           |
| 2015       | 3           | 0           |
| 2016       | 2           | 0           |
| 2017       | 1           | 0           |
| 2018       | 2           | 0           |
| 通算       | 9           | 0           |

## タイトル

### クラブ
グラスホッパー・クラブ・チューリッヒ
- スイス・カップ：1回 (2012-13)

ボルシア・ドルトムント
- DFLスーパーカップ：1回 (2019)
- DFBポカール：2回 (2016-17, 2020-21)